# 약밤나무
약밤나무(藥---, 학명: Castanea mollissima 카스타네아 몰리시마[*]) 또는 평양밤나무(平壤---)는 참나무과의 낙엽 활엽 교목이다.

## 분포
한국, 중국, 타이완, 베트남이 원산지이다. 한반도에서는 중부 이북의 산기슭과 마을 부근에 분포한다.

## 특징
높이 15~20m, 지름 70cm로 자란다. 햇가지는 녹갈색이고 털이 드문드문 있거나 빽빽하게 나있다. 나무껍질은 세로로 깊게 갈라진다. 밤나무에 비해 갈라짐이 작으며 껍질이 얇다.
겨울눈은 광란형(넓은 달걀꼴)이며 털이 있다.
잎은 어긋나기하고, 곁가지에서는 2줄로 난다. 잎 모양은 피침형(바소꼴), 광피침형(넓은 바소꼴) 또는 난상 피침형(달걀 모양 바소꼴)이며, 길이는 10~20cm 정도이다. 잎끝은 첨두(뾰족끝)이며 잎밑은 심장저(심장꼴밑), 원저(둥근밑) 또는 광예저(넓은 뾰족밑)이다. 잎 가장자리에는 치아상(이 모양) 톱니가 있는데, 톱니 끝이 침처럼 뾰족하다. 밤나무에 비하여 잎의 톱니가 길다. 잎 앞면에는 털이 없고, 뒷면에는 털이 없거나 흰색의 성모(별털)가 빽빽하게 나있다. 가지 끝의 잎은 대개 털이 있고 선점이 없다.
꽃은 암수한그루이다. 수꽃은 햇가지 밑의 잎겨드랑이에서 곧추 자라고, 잎보다 짧다. 화피(꽃덮이)는 6개로 갈라지고, 긴 수술은 10개 정도이다. 수꽃이삭은 15cm가량 되며, 미상화서(꼬리모양꽃차례)로 꽃이 2~3송이씩 모여 달린다. 암꽃은 꽃차례 기부에서 보통 3개씩 한군데에 모여 달리고 총포로 싸여 있다. 암술대는 길고 좌(座)는 좁으며 내피(속껍질)가 잘 벗겨진다.
열매인 약밤은 견과이며, 알이 작고 속껍질이 잘 벗겨지며 단맛이 많다. 9~10월에 익는다. 열매 모양은 난상 원형(달걀 모양 원형) 또는 광란형(넓은 달걀꼴)이며, 너비는 2~3cm이고 윗부분에 잔털이 있다. 밤송이는 길이 1.5cm로, 황색 가시가 있으며, 복모(누운털)가 빽빽히 나있고 깍정이 내면에 견모(비단털)가 있다.

## 재배
토심이 깊고 비옥한 산록이나 배수가 잘되는 곳을 좋아하는 양수이다. 내조성과 내건성이 약하지만 대기오염에 견디는 힘은 보통이다. 밤나무혹벌에 내충성이 약하다.
과수로 재배할 때는 접붙이기하며, 목재 생산을 위해 재배할 때는 씨를 뿌려 심는다.

## 사진 갤러리

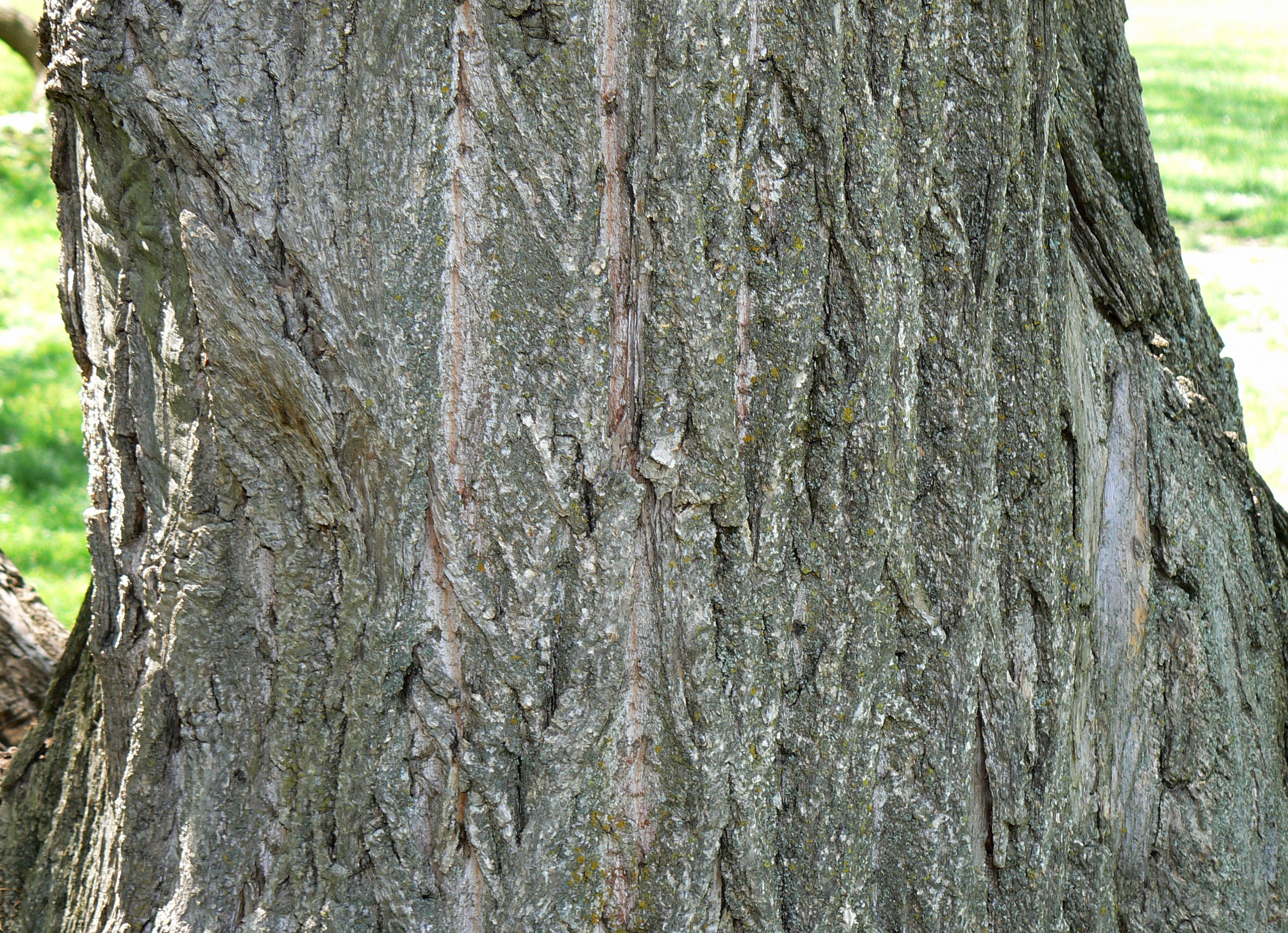
가지
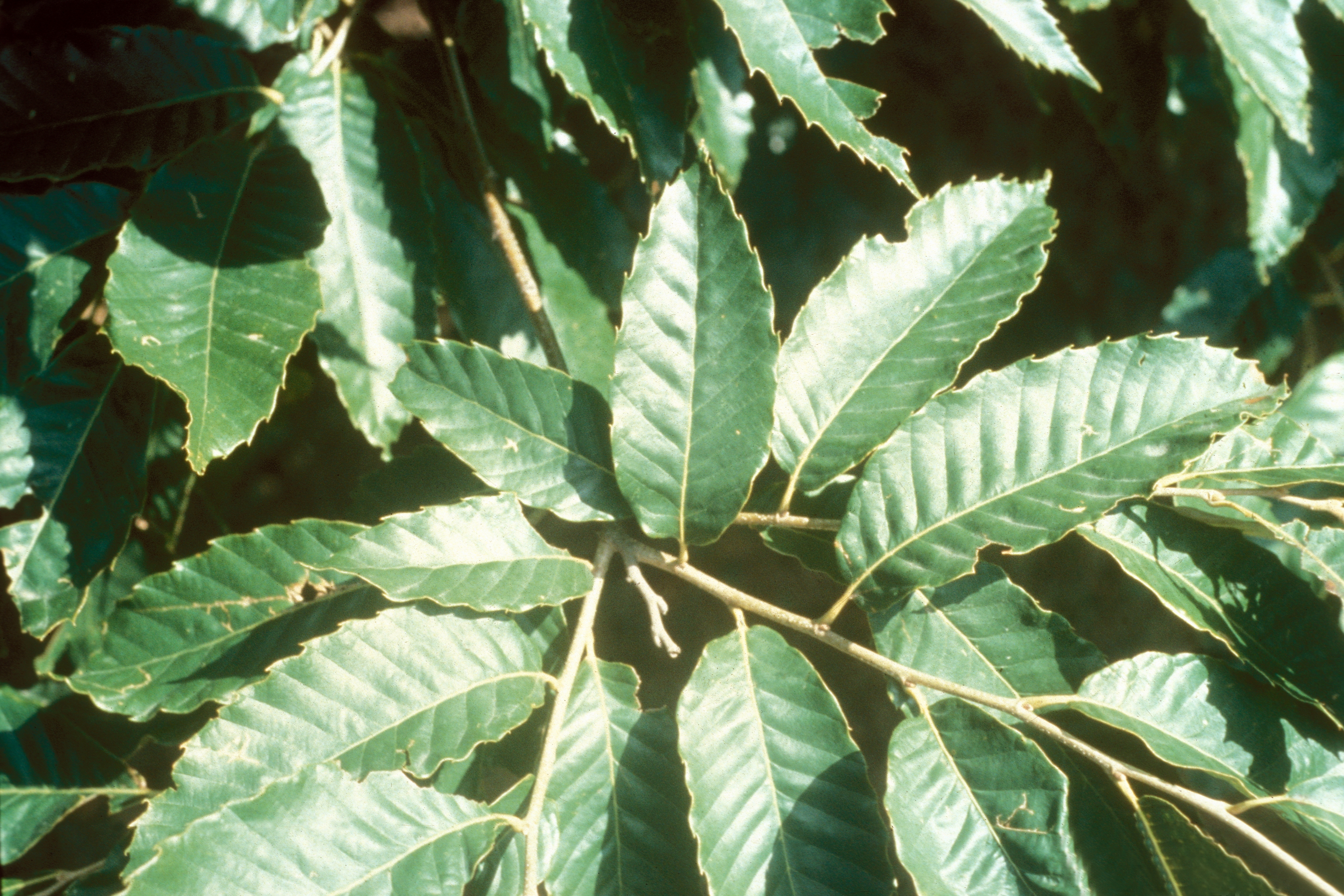
잎
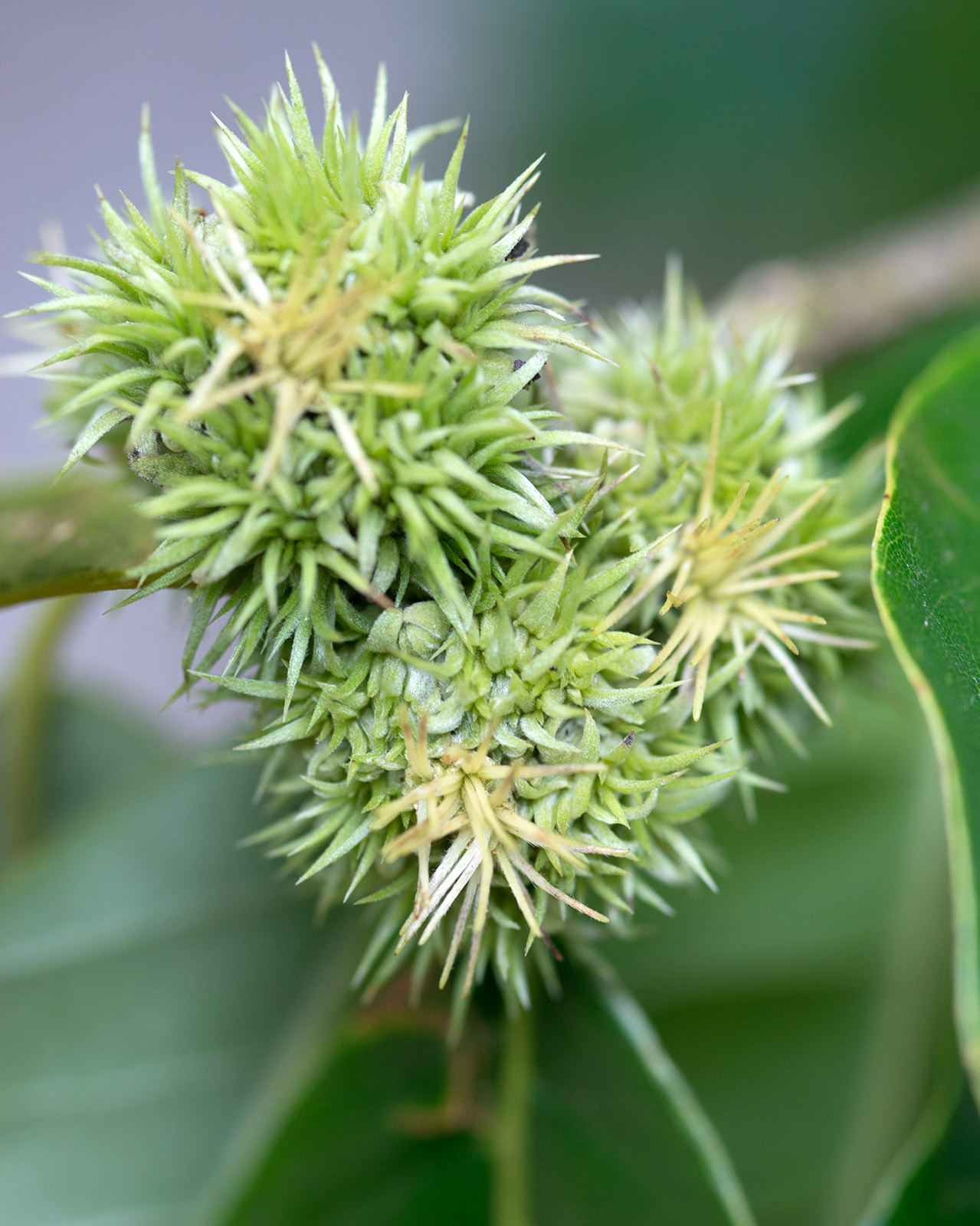
풋열매
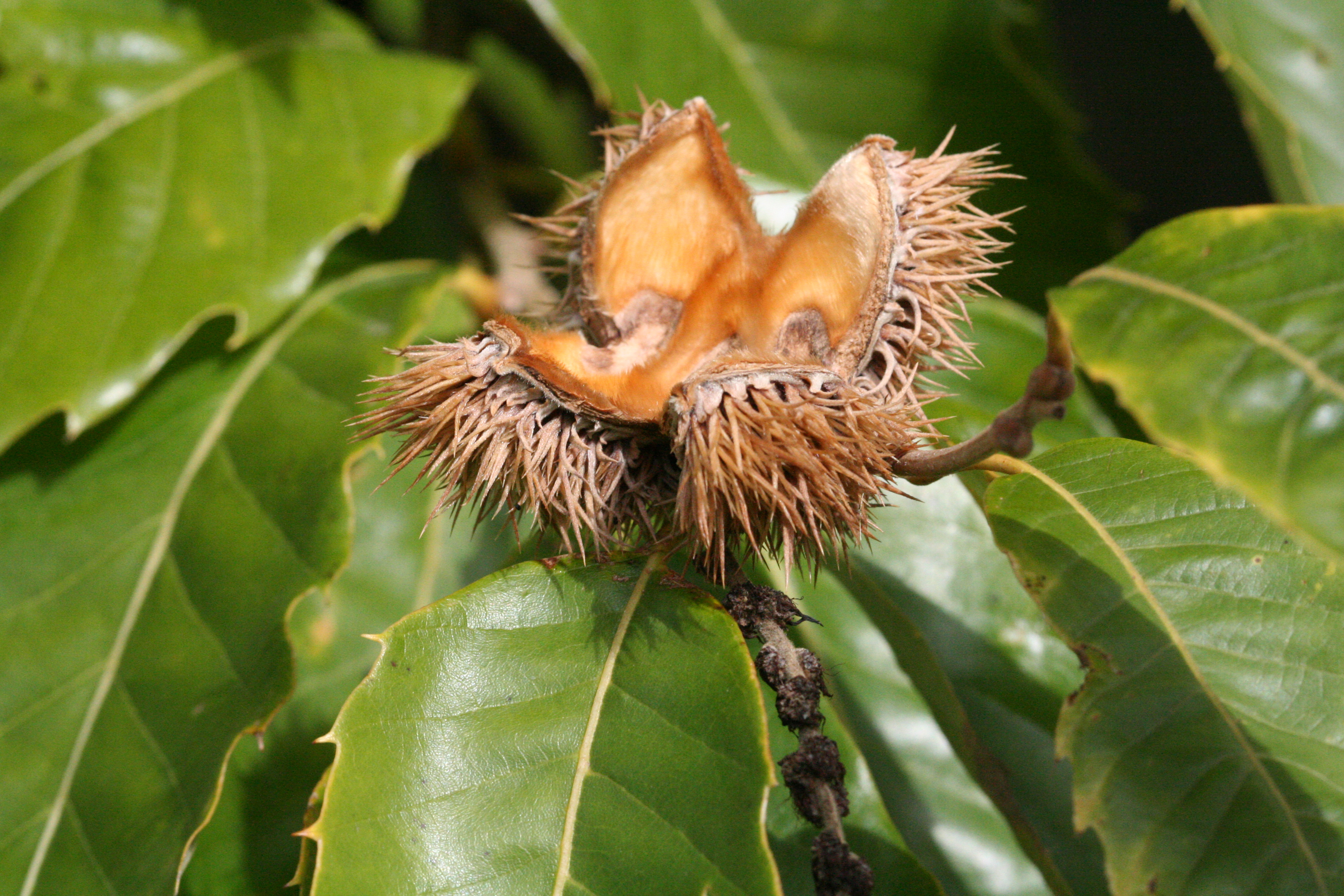
익은 열매
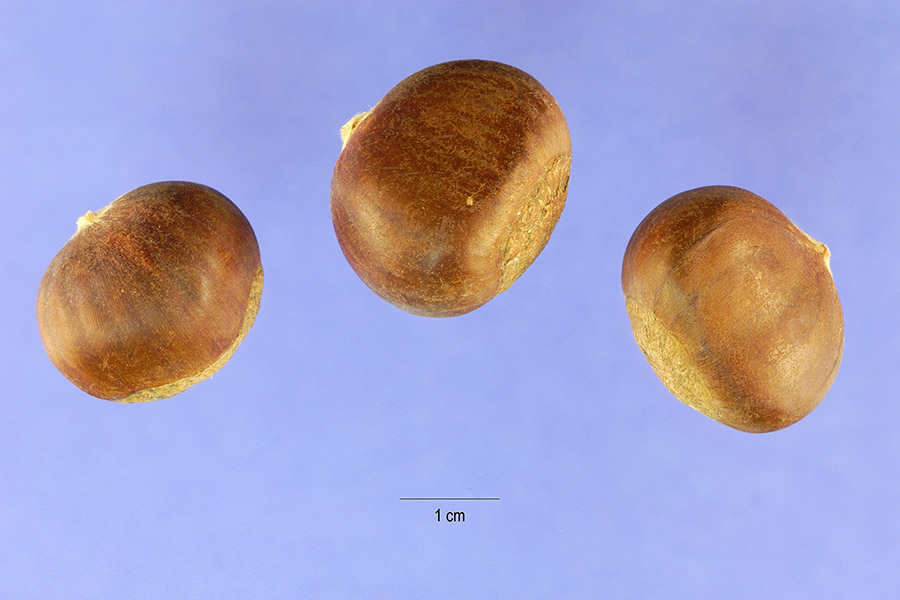
약밤

## 같이 보기
- 밤나무
- 유럽밤나무
- 미국밤나무